# Musée du Bagage
Le musée du Bagage est situé à Haguenau dans le Bas-Rhin en Alsace.

## Collections
Le musée du Bagage rassemble une collection de 600 objets liés au voyage, de la fin du XVIIIe siècle aux années 1960  : malles, valises, nécessaires de voyage. On y trouve aussi des malles d’instruments à musique et de colporteurs,  ainsi que des archives imprimées et manuscrites (affiches, publicités, étiquettes d’hôtels, catalogues de fabricants). Les objets présentés sont issus en grande partie de la collection constituée par Jean-Philippe et Marie Rolland.

Exemples de pièces exposées au musée
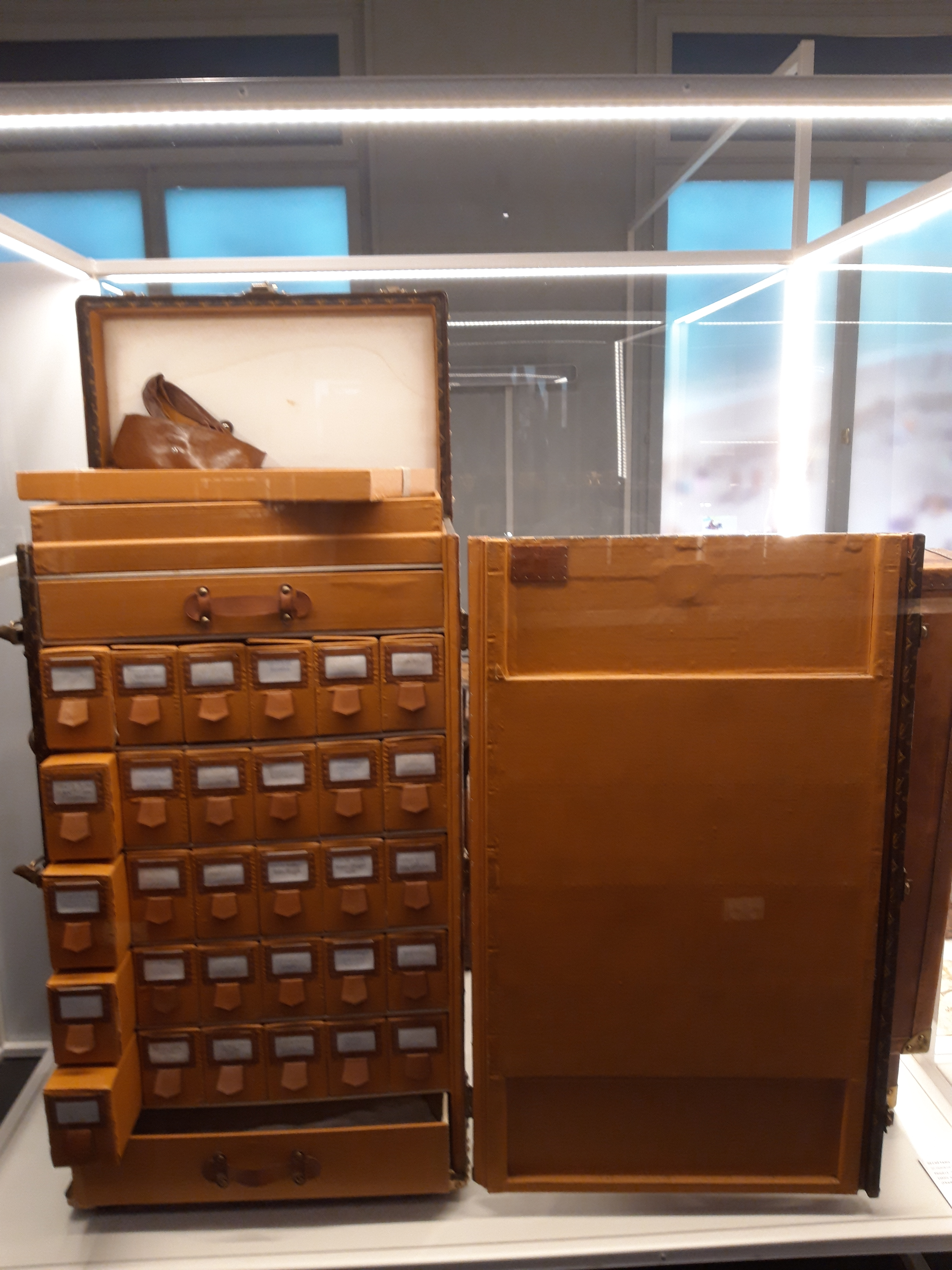
Secrétaire à chaussure Lily Pons (Louis Vuitton) 1925.
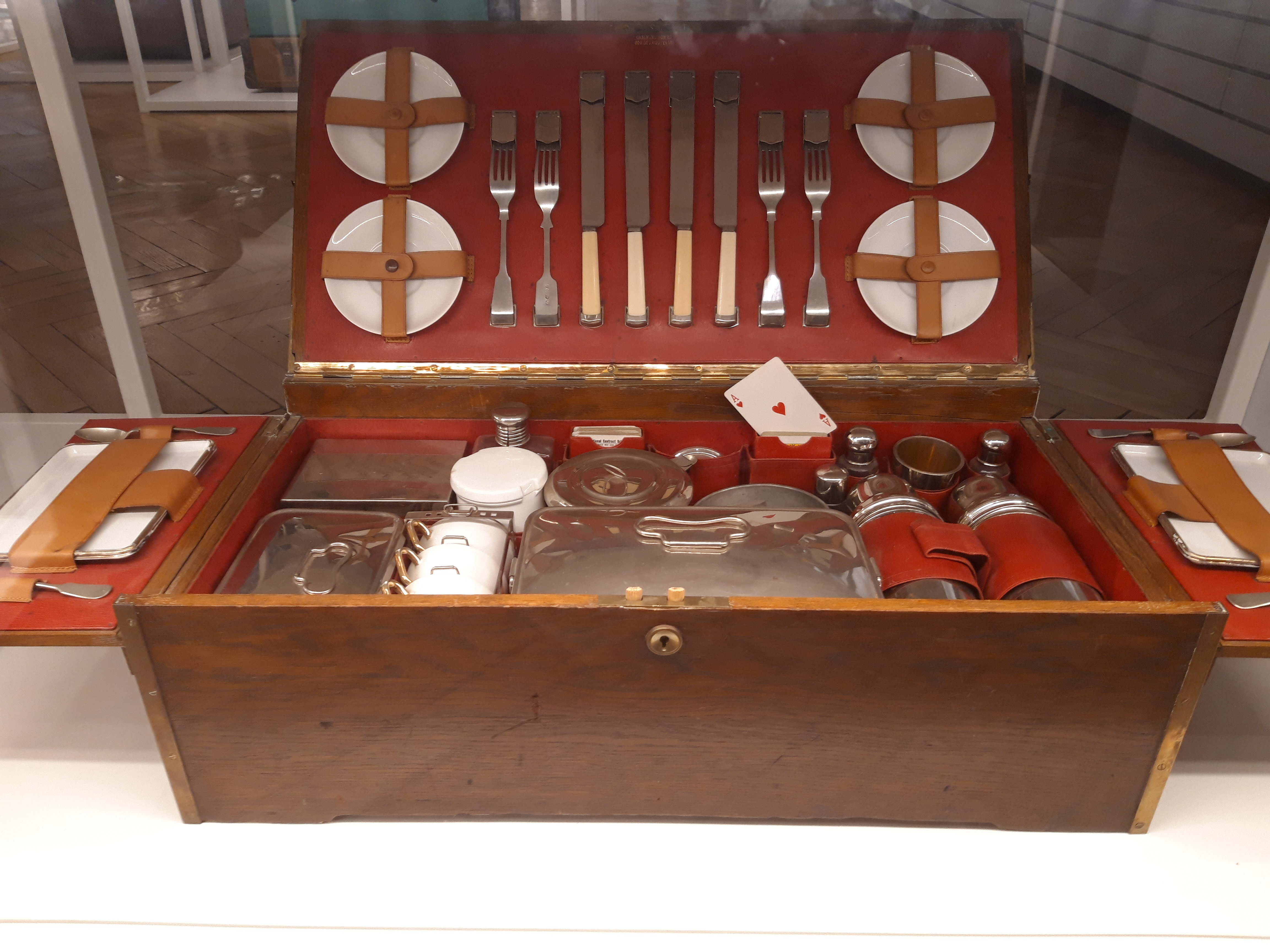
Nécessaire à pique-nique de luxe, 1850.
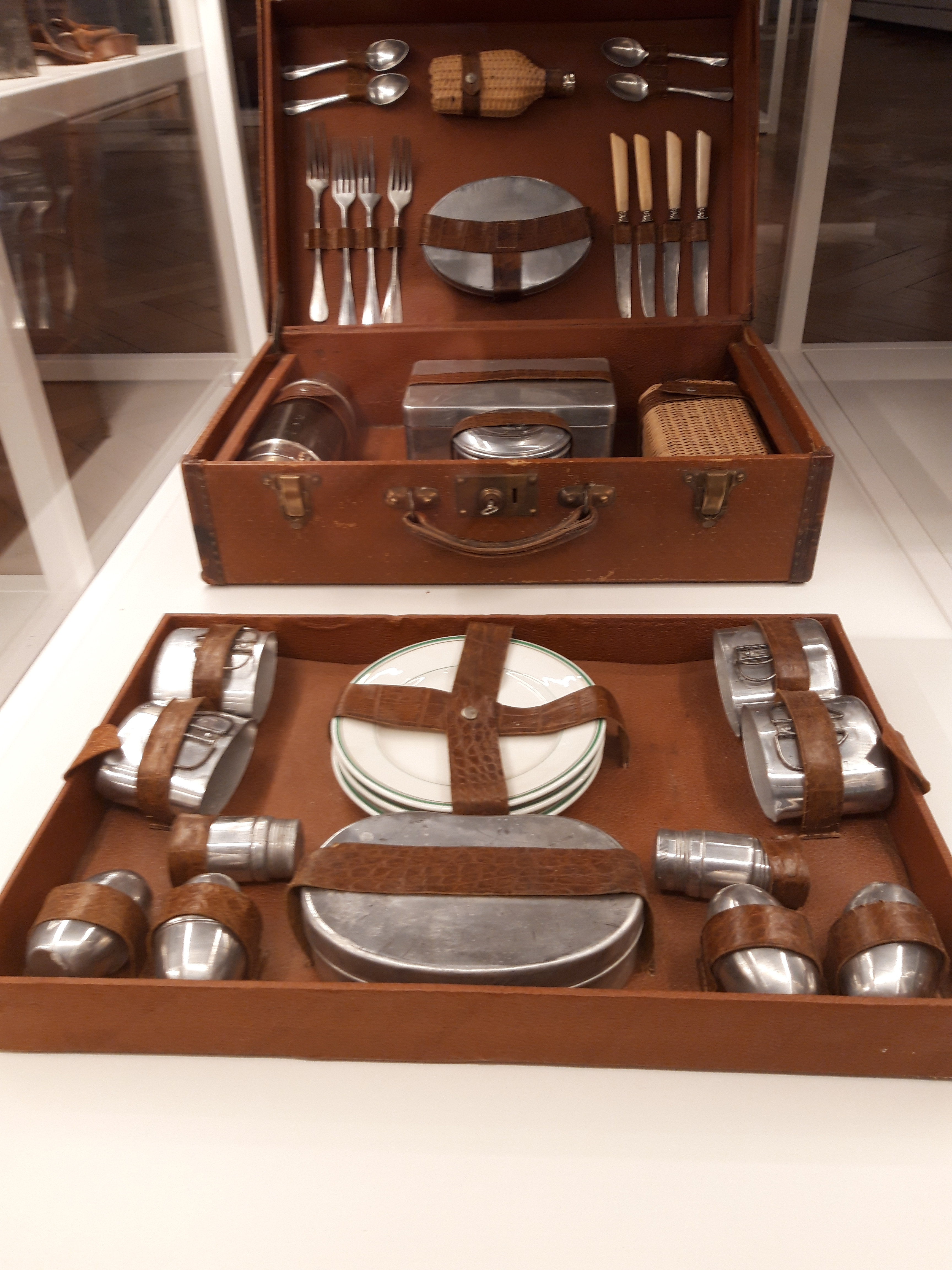
Nécessaire à pique-nique de luxe, date inconnue.
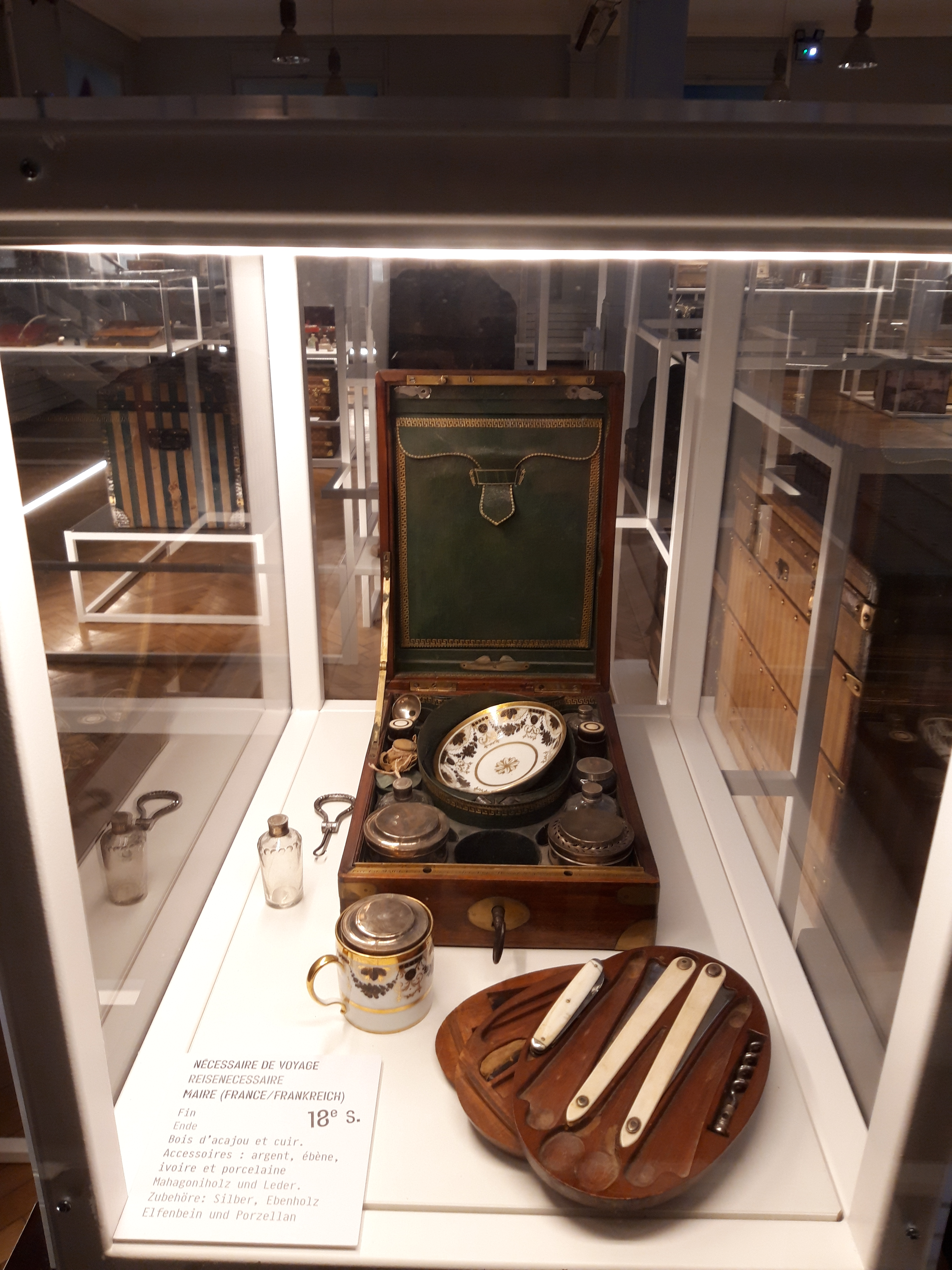
Nécessaire de voyage de Maire, fin XVIIIe.

### Pièces rares
La collection conserve par exemple un nécessaire de voyage de Maire de la fin du XVIIIe siècle, une malle-lit Louis Vuitton de 1868 (le plus ancien modèle conservé à ce jour), un secrétaire à chaussures modèle Lily Pons (Louis Vuitton, 1925) ou encore la malle-bureau de Goyard commandée par Sir Arthur Conan Doyle en 1929.

### Thématiques
Les collections permettent de retracer l’histoire et l’évolution de design de la malle, en particulier dans le domaine du luxe (Vuitton, Goyard, Moynat, etc.), mais également l’histoire des transports (de la malle-poste à l’avion), l’histoire de la mode et de l’habillement et l’histoire du voyage et du tourisme.
Le musée dispose de son propre atelier de restauration.

## Historique
Le musée du Bagage a été fondé en 2011 par Jean-Philippe Rolland. Il est animé par une association de droit local sans but lucratif. En avril 2015, l’association du musée du Bagage, la ville de Haguenau et le Relais culturel ont signé une convention de partenariat afin que la collection soit intégrée aux collections municipales.
Du 22 mai au 25 octobre 2015, une exposition intitulée « Haguenau rêve de voyage » a présenté l’ensemble de la collection sur 1 300 m2 dans le hall du grand manège,.
Depuis avril 2016, les collections sont présentées au 5, rue Saint-Georges, dans l’ancienne Banque de France.

### Reportages télévisés
- « Question maison », France 5,décembre 2010 : https://www.youtube.com/watch?v=xSUqUMAlvPk.
- « Le musée du Bagage à Haguenau », TVO télévision, reportage de L. Burger et S. Husselstein, mis en ligne le 15 juin 2011 : https://www.dailymotion.com/video/xjb6h3_le-musee-du-bagage-haguenau_tv.
- NTV : reportage réalisé sur place par cette télévision japonaise, mai 2013 : voir « À la une », e-Alsace : http://www.e-alsace.net/mobile.php/smallnews/detail?newsId=12448.
- « Haguenau : le musée du Bagage, une invitation au voyage », France 3 Alsace, reportage réalisé par C. Kellner, P. Dezempte, C.Singer, mis en ligne le 18 juin 2013 : http://alsace.france3.fr/2013/06/18/haguenau-le-musee-du-bagage-une-invitation-au-voyage-272847.html.
- « Se faire la malle au musée du Bagage de Haguenau », France 3 Alsace, reportage réalisé par  C. Kellner, P. Dezempte, C. Singer, mis en ligne le 24 juin 2013 : http://culturebox.francetvinfo.fr/se-faire-la-malle-au-musee-du-bagage-de-haguenau-138283.
- « Le musée du Bagage à Haguenau », Alsace 20, reportage de Lionel Augier, mis en ligne le 25 juin 2013 : https://www.youtube.com/watch?v=POnd65RbHjk
- « Le musée du Bagage à Haguenau », France 3 Alsace, reportage de Daniel Gerner et Didier Walter, mis en ligne le 27 novembre 2013 : http://alsace.france3.fr/emissions/route-67/actu/le-musee-du-bagage-haguenau.html.
- « The museum of Baggage », CBS News, reportage mis en ligne le 5 janvier 2014 : http://www.cbsnews.com/videos/the-museum-of-baggage/.

### Presse
- Philippe Wendling, « La malle dans toutes ses dimensions », 20 minutes, 20 juin 2011 : https://www.20minutes.fr/strasbourg/744033-malle-toutes-dimensions
- « Le musée se fait la malle », l’Est Républicain, 1er juin 2014.
- Loïc Géhin, Denis Gibret, Zékria Wassey, « Des bagages pour remonter le temps », l’Alsace, 10 octobre 2014.